# Sibasa
Sibasa est une ville située dans la province de Limpopo en Afrique du Sud. Elle fut l’ancienne capitale du Venda jusqu’en 1979.